# 达默塔尔
达默塔尔（德語：Dahmetal）是德国勃兰登堡州的一个市镇，隶属于泰尔托-弗莱明县。总面积为41.56平方千米，截至2020年总人口为467人。